# Cổng CNOT
Trong ngành Khoa học máy tính, cổng CNOT(hay C-NOT) là một cổng lượng tử -  thành phần thiết yếu để xây dựng máy tính lượng tử. Nó có thể được dùng để gỡ rối lượng tử hoặc tạo ra vướng víu lượng tử.

## Cách thức hoạt động[1]
Đầu vào của cổng CNOT gồm 2 Qubit: Qubit thứ nhất là Qubit Điều khiển (control), Qubit thứ hai là Qubit mục tiêu (target). Qubit Điều khiển sẽ không bị thay đổi sau khi qua cổng CNOT. Qubit Mục tiêu sẽ bị đảo ngược khi và chỉ khi Qubit Điều khiển là 1. Giá trị của Qubit Mục tiêu chính là kết quả của phép XOR giữa hai Qubit đầu vào.
CNOT:
{\displaystyle |00\rangle \to |00\rangle },
{\displaystyle |01\rangle \to |01\rangle },
{\displaystyle |10\rangle \to |11\rangle },
{\displaystyle |11\rangle \to |10\rangle },
Cổng CNOT có thể được miêu tả bằng bảng:
| Trước      | Trước    | Sau        | Sau      |
| Điều khiển | Mục tiêu | Điều khiển | Mục tiêu |
| ---------- | -------- | ---------- | -------- |
| 0          | 0        | 0          | 0        |
| 0          | 1        | 0          | 1        |
| 1          | 0        | 1          | 1        |
| 1          | 1        | 1          | 0        |

Cổng CNOT có thể được biểu diễn bằng Ma trận như sau:
{\displaystyle \operatorname {CNOT} ={\begin{bmatrix}1&0&0&0\\0&1&0&0\\0&0&0&1\\0&0&1&0\end{bmatrix}}.}

## Cách dùng ma trận để tính cổng CNOT
Xét qubit:
{\displaystyle |\psi \rangle =a|0\rangle +b|1\rangle =\!{\begin{bmatrix}a\\b\end{bmatrix}}}.
Ta sẽ dùng ma trận để tính kết quả của CNOT {\displaystyle |1,\psi \rangle }.
Ta có:
{\displaystyle |1,\psi \rangle =a|10\rangle +b|11\rangle ={\begin{bmatrix}0\\0\\a\\b\end{bmatrix}}}.
{\displaystyle \operatorname {CNOT} \ |1,\psi \rangle ={\begin{bmatrix}1&0&0&0\\0&1&0&0\\0&0&0&1\\0&0&1&0\end{bmatrix}}{\begin{bmatrix}0\\0\\a\\b\end{bmatrix}}={\begin{bmatrix}0\\0\\b\\a\end{bmatrix}}=|1,\phi \rangle }.    Với {\displaystyle |\phi \rangle =b|0\rangle +a|1\rangle }.
Vậy {\displaystyle |1,\psi \rangle } sau khi đi qua cổng CNOT sẽ thành {\displaystyle |1,\phi \rangle }.

## Khả năng gỡ rối lượng tử[1]
Sự khác biệt chính giữa cổng lượng tử và cổng cổ điển là khả năng chấp nhận đầu vào là qubit, trong khi cổng cổ điển chỉ chấp nhận bit. Do đó các cổng lượng tử có khả năng xử lý tốt hơn.
Như cổng CNOT có thể gỡ rối lượng tử.
Xét hệ vướng víu:
{\displaystyle |\phi \rangle ={\frac {1}{\sqrt {2}}}(|00\rangle +|11\rangle )=\!{\begin{bmatrix}{\frac {1}{\sqrt {2}}}\\0\\0\\{\frac {1}{\sqrt {2}}}\end{bmatrix}}}.
Cho hệ đi qua cổng CNOT:
{\displaystyle \operatorname {CNOT} \ |\phi \rangle ={\begin{bmatrix}1&0&0&0\\0&1&0&0\\0&0&0&1\\0&0&1&0\end{bmatrix}}{\begin{bmatrix}{\frac {1}{\sqrt {2}}}\\0\\0\\{\frac {1}{\sqrt {2}}}\end{bmatrix}}={\begin{bmatrix}{\frac {1}{\sqrt {2}}}\\0\\{\frac {1}{\sqrt {2}}}\\0\end{bmatrix}}=|\psi \rangle }.
{\displaystyle |\psi \rangle ={\frac {1}{\sqrt {2}}}(|00\rangle +|10\rangle )={\frac {1}{\sqrt {2}}}(|0\rangle +|1\rangle )|0\rangle }.
Như vậy hệ {\displaystyle |\phi \rangle } đã được gỡ rối.

## Khả năng tạo ra vướng víu lượng tử[1]
Tương tự như khả năng gỡ rối lượng tử, cổng CNOT cũng có khả năng tạo ra vướng víu lượng tử.
Xét hệ:
{\displaystyle |\psi \rangle ={\frac {1}{\sqrt {2}}}(|0\rangle +|1\rangle )|1\rangle ={\frac {1}{\sqrt {2}}}(|01\rangle +|11\rangle )=\!{\begin{bmatrix}0\\{\frac {1}{\sqrt {2}}}\\0\\{\frac {1}{\sqrt {2}}}\end{bmatrix}}}.
Cho hệ đi qua cổng CNOT:
{\displaystyle \operatorname {CNOT} \ |\psi \rangle ={\begin{bmatrix}1&0&0&0\\0&1&0&0\\0&0&0&1\\0&0&1&0\end{bmatrix}}{\begin{bmatrix}0\\{\frac {1}{\sqrt {2}}}\\0\\{\frac {1}{\sqrt {2}}}\end{bmatrix}}={\begin{bmatrix}0\\{\frac {1}{\sqrt {2}}}\\{\frac {1}{\sqrt {2}}}\\0\end{bmatrix}}=|\phi \rangle }.
{\displaystyle |\phi \rangle ={\frac {1}{\sqrt {2}}}(|01\rangle +|10\rangle )}.
Như vậy hệ {\displaystyle |\psi \rangle } đã bị vướng víu lượng tử sau khi đi qua cổng CNOT.